# 김일부
김일부(浜田一夫, 1963년 6월 20일 ~)는 태평양 돌핀스에서 뛰었던 재일교포 야구 선수다. 일본명은 '하마다 가즈오'다.

## 주니치 드래건스 시절
1982년 주니치에 전체 2번으로 지명되며 많은 기대를 받았다. 1983년에는 2군 승률왕에 오른 데 이어, 1984년 처음으로 1군 경기에 출전했다. 그러나 1군에서는 인상적인 모습을 보여주지 못했고, 결국 통산 8경기 6.30의 평균자책점을 기록한 채 방출되었다.

## 태평양 돌핀스 시절
김신부의 소개로 태평양 돌핀스에 입단하게 되었다. 1988년 선발과 불펜을 오가며 23경기 72이닝 2승 4패 2세이브 ERA 4.38로 평범한 성적을 기록했고 시즌 종료 후 일본으로 돌아갔다.

## 같이 보기
- 1988년 태평양 돌핀스 시즌